# Andrea Benatti
Andrea Benatti (Viadana, 8 novembre 1979) è un ex rugbista a 15 italiano, in carriera attivo nel ruolo di terza linea ala e centro ha militato nel Viadana e, dal 2010, nella relativa franchigia degli Aironi in Celtic League. 11 volte internazionale per l'Italia con cui ha partecipato alla quinta edizione della Coppa del Mondo di rugby, si è ritirato dall'attività agonistica nel 2011 per problemi di salute.

## Biografia
Nato e cresciuto a Viadana (MN), la carriera rugbistica di Benatti è legata al club della sua città, il Rugby Viadana, nel quale incominciò la pratica e con il quale esordì nel professionismo.
Con il club lombardo Benatti si è laureato una volta campione d'Italia e ha vinto due Coppe Italia e una Supercoppa.
Convocato per la prima volta in Nazionale dall'allora C.T. Brad Johnstone, vestì per la prima volta la maglia azzurra nel corso del tour di fine anno 2001, esordendo contro Figi e poi disputando altri due test match contro Samoa e Sudafrica.
Disputò poi un altro incontro nel corso del Sei Nazioni 2002 contro il Galles e un altro sotto la gestione Kirwan, nel corso della Coppa del Mondo di rugby 2003 in Australia, contro la Nuova Zelanda.
Nel 2010, con la nascita degli Aironi Rugby, franchise legata a Viadana destinata a partecipare alla Celtic League, Benatti entrò a far parte della nuova squadra, ma fu costretto ad annunciare il suo ritiro dalle competizioni un anno più tardi, nel settembre 2011. A causa di un problema alla retina, infatti, per il quale non era sicuro di poter ristabilirsi completamente in ottica agonistica, Benatti decise di chiudere la propria carriera agonistica.

## Palmarès
- Campionati italiani: 1
Viadana: 2001-02
- Coppe Italia: 2
Viadana: 2002-03; 2006-07
- Supercoppe d'Italia: 1
Viadana: 2007